# 猪科
豬科（学名：Suidae）屬於哺乳綱偶蹄目，共有約20種現生物種與許多化石物種，包括家豬以及疣豬和鹿豚等多種野豬。所有物種均原產於亞洲、歐洲、非洲等舊大陸地區。
已知最早的豬科化石年代為漸新世，出土於亞洲，中新世時豬科化石漸擴散到歐洲等地，是演化上相當成功的類群，在熱帶、寒帶與高海拔地區都有其蹤跡。許多豬科物種的化石顯示其對不同食性的適應構造，其中有完全草食性者，也有疑似為食腐者。

## 生理特徵
豬科動物為中小型的哺乳動物，小型者如姬豬身長58－66公分，體重僅6－9公斤；大型者如大林豬身長130－210公分，重達100－275公斤。牠們一般頭部較大，頸部短小，眼睛相對較小，耳朵明顯。公豬的陰莖呈螺旋狀，與母豬子宮頸的凹槽形狀吻合。有別於偶蹄目其他類群的動物腳上多半只有兩趾，豬科的動物則有四趾，但行走時多半只使用中間兩趾，外側兩趾則懸空。另外本科動物一般胃部結構相對簡單，不像多數偶蹄目的類群有反芻行為，胃部結構較為複雜。
豬科動物的聽覺相當靈敏，可發出叫聲互相溝通，且他們的嗅覺也很發達，許多物種為雜食性，以草、樹葉、植物根部、昆蟲、甚至蛙類或鼠類為食，也有完全為草食性者。牙齒構造反映了它們的食性，多數其他偶蹄目動物在演化過程中丟失了上門齒，豬科動物則保有此結構，另外其犬齒膨大為獠牙，可在土壤中拱土覓食，也可用於打鬥，其牙間隙則相對較小。不同物種的牙齒數量可能不同，但較普遍的齒列式為3.1.4.33.1.4.3。與其他豬形亞目的類群相比，豬科動物的下顎骨缺乏角突（angular process）。

## 行為

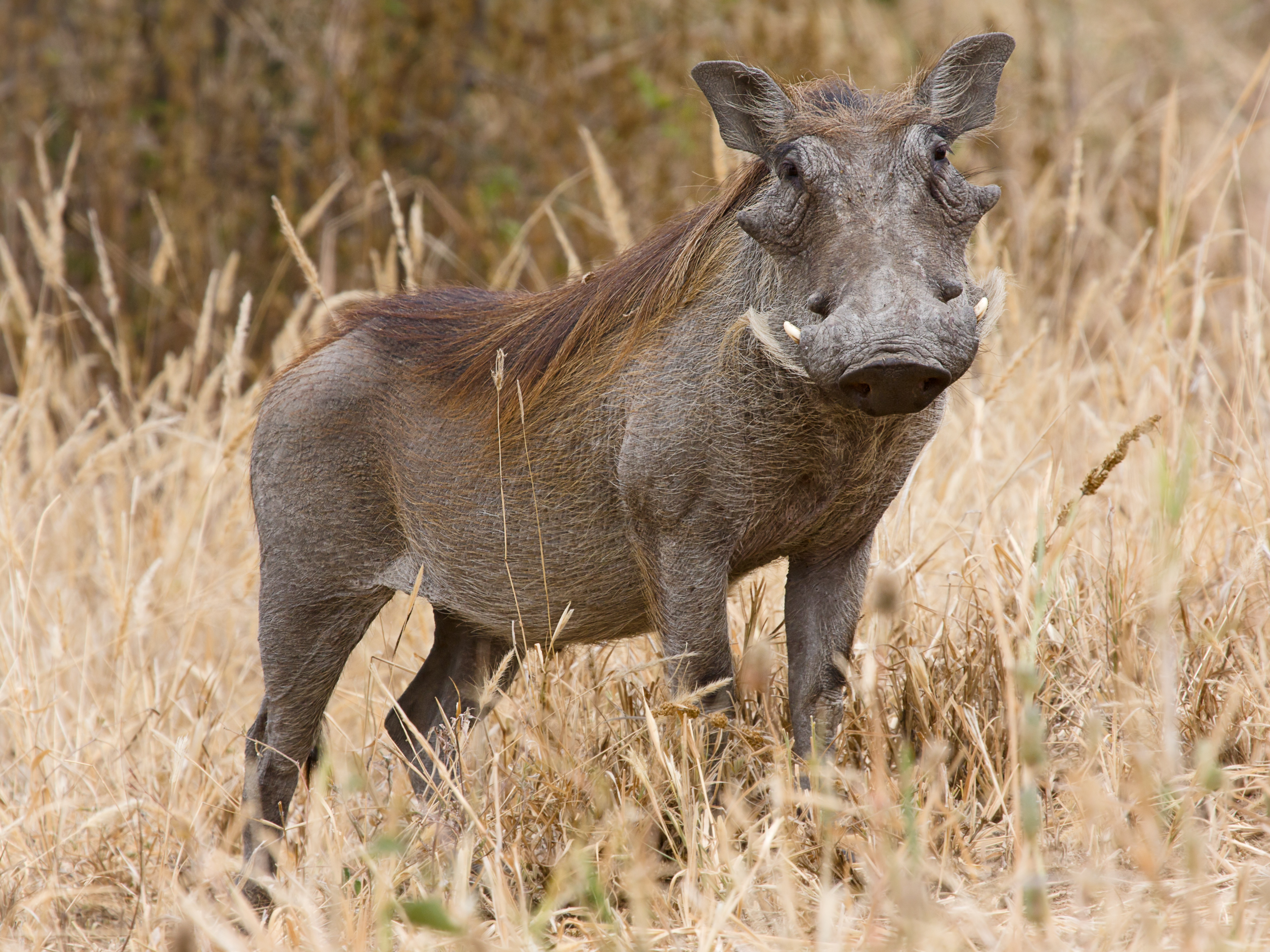
疣豬

豬科動物有不錯的智力，適應環境的能力也強。成年的母豬與小豬成群生活，成年公豬則可能單獨生活，或與其他公豬成群。公豬通常沒有領域性，只有在繁殖季可能發生衝突。
因種類而異，母豬一窩能產下1－12隻小豬，母豬以草叢或洞窟為窩，小豬可在出生約十天後首次離窩，並在約3個月後斷奶，在18個月後達到性成熟，但在野外，成年公豬通常在4歲時才能長到一定體型，而獲得與母豬交配的機會。所有物種的公豬體型都比母豬大上許多，且獠牙均較母豬的明顯。

## 演化
過去認為偶蹄目中豬科與河馬科皆沒有反芻行為，因此親緣關係較為接近，但近代分子證據表明後者與鯨豚類的關係更接近，共同組成河馬形亞目，並支持將偶蹄目與鯨豚合併為鯨偶蹄目，其中胼足亞目（駱駝）較早分支，豬形亞目（包括豬科與西貒科）則稍後分支，與鯨反芻類（包括河馬形亞目與反芻亞目）互為姊妹群。而在豬科的類群中，鹿豚屬是比較早分支的演化支，豬屬則是最晚分支的演化支。
|  | 鼷鹿科   |
|  |          |
|  | 有角下目 |
|  |          |

|  | 河馬科 |
|  |        |
|  | 鯨豚類 |
|  |        |

|  | 鼷鹿科   |
|  |          |
|  | 有角下目 |
|  |          |

|  | 河馬科 |
|  |        |
|  | 鯨豚類 |
|  |        |

|  | 鼷鹿科   |
|  |          |
|  | 有角下目 |
|  |          |

|  | 河馬科 |
|  |        |
|  | 鯨豚類 |
|  |        |

|  | 鼷鹿科   |
|  |          |
|  | 有角下目 |
|  |          |

|  | 河馬科 |
|  |        |
|  | 鯨豚類 |
|  |        |

|  | 鼷鹿科   |
|  |          |
|  | 有角下目 |
|  |          |

|  | 河馬科 |
|  |        |
|  | 鯨豚類 |
|  |        |

|  | 鼷鹿科   |
|  |          |
|  | 有角下目 |
|  |          |

|  | 河馬科 |
|  |        |
|  | 鯨豚類 |
|  |        |

|  | 鼷鹿科   |
|  |          |
|  | 有角下目 |
|  |          |

|  | 河馬科 |
|  |        |
|  | 鯨豚類 |
|  |        |

|  | 鼷鹿科   |
|  |          |
|  | 有角下目 |
|  |          |

|  | 河馬科 |
|  |        |
|  | 鯨豚類 |
|  |        |

豬科約於始新世晚期、漸新世早期與西貒科（分布於美洲）自同一共祖分支，漸新世時豬科可能已演化出若干個亞科，中新世早期已廣泛分布於舊世界範圍內的歐亞大陸與非洲大陸，至少有Cainochoerinae、Listriodontinae、 Hyotheriinae與四錐齒豬亞科等四個亞科的化石陸續出現，這些類群的型態多樣性很高，可能是適應不同的地理環境所致。豬亞科的化石紀錄則最早於在中新世晚期出現，並迅速演化出許多個族，該亞科在演化上非常成功，中新世結束時，Cainochoerinae、Listriodontinae與Hyotheriinae等亞科的類群都已從化石紀錄中消失，四錐齒豬亞科的化石則持續出現至上新世。
一般認為豬亞科是豬科之下唯一現存的亞科，不過鹿豚屬可能是個例外，其分類地位因缺乏相近的化石或現生生物種而有所爭議，有人將其歸入豬亞科，也有人將其視為一獨立的亞科，鹿豚屬的許多解剖構造與豬亞科的類群相當不同，且只分布於印尼的少數島嶼中，分子時鐘顯示其於中新世中期就已與豬亞科分支。
上新世時豬屬物種繁盛，取代了大量豬亞科中其他屬的物種，更新世時野豬在歐亞大陸與北非大量繁衍，在相對短的時間就演化出適應多種環境的能力，取代了多數豬屬中的其他物種。野豬演化上成功的原因可能包括基因組中大量嗅覺受器的基因出現，基因組定序的結果顯示野豬基因組中有多達1301個嗅覺受器的基因，較多數哺乳類為多（相較之下人類只有457個，老鼠有908個，狗則有872個），且個體間嗅覺受器基因的拷貝數變異很大，有助於其演化出複雜而可以適應多種環境的嗅覺。

## 分類
- 豬屬 Sus
  - 野豬 Sus scrofa

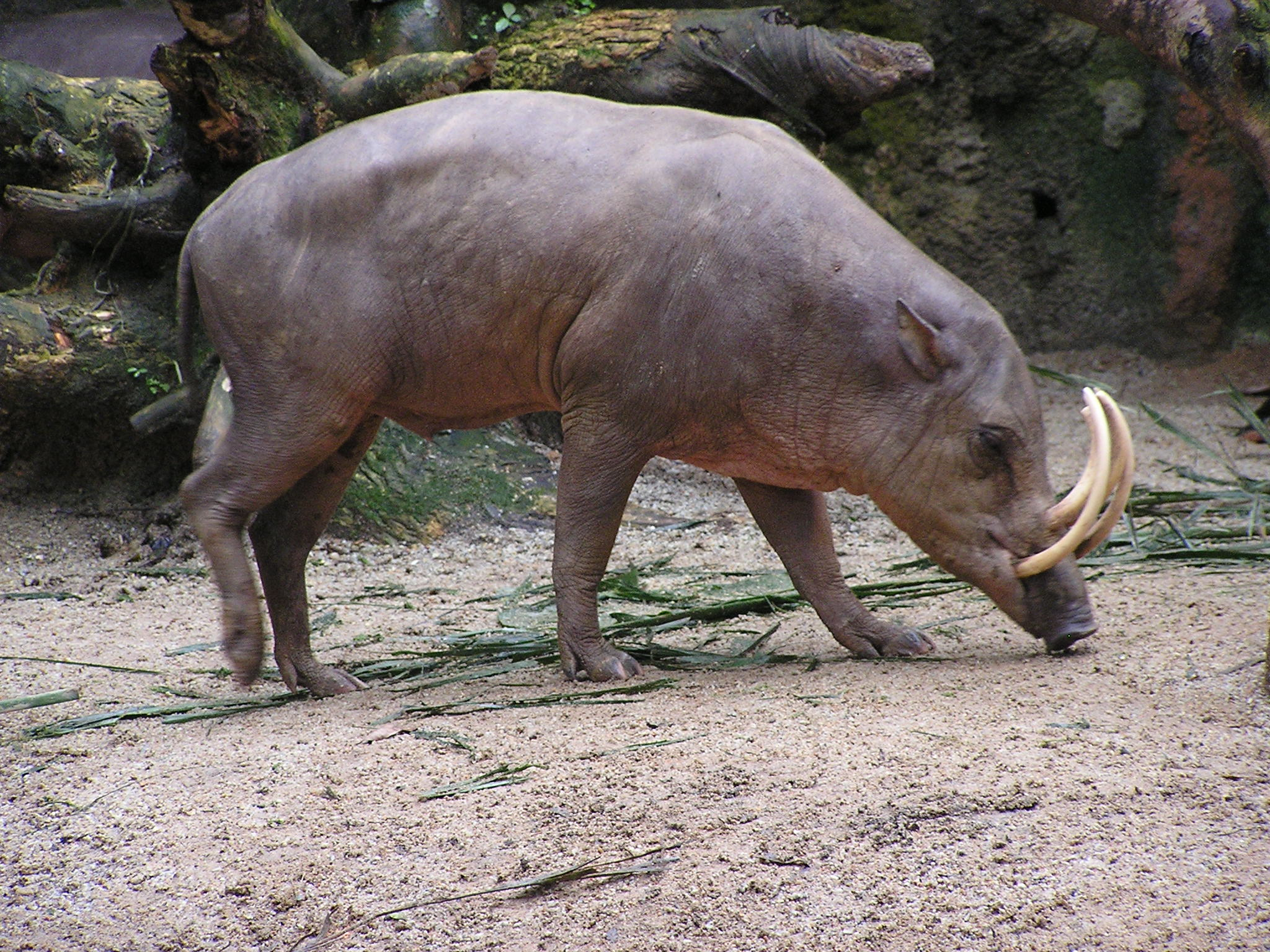
西里伯斯鹿豚

    - 家豬 Sus scrofa domesticus

  - 鬚豬 Sus barbatus
  - 巴拉望鬚豬 Sus ahoenobarbus
  - 爪哇疣豬 Sus verrucosus
  - 卷毛野豬 Sus cebifrons
  - 蘇拉威西野豬 Sus celebensis
    - 帝汶疣豬（英语：Timor warty pig） Sus celebensis timoriensis

  - 菲律賓疣豬（英语：Philippine warty pig） Sus philippensis
  - 民都洛疣豬（英语：Oliver's warty pig） Sus oliveri
  - 霍氏野猪（英语：Flores warty pig） Sus heureni
  - 越南疣豬 Sus bucculentus（可能已灭绝）
- 非洲野豬屬 Potamochoerus
  - 紅河豬 Potamochoerus larvatus
  - 假面野豬 Potamochoerus porcus
- 疣豬屬 Phacochoerus
  - 疣豬 Phacochoerus aethiopicus
  - 荒漠疣豬 Phacochoerus africanus
- 鹿豚屬 Babyrousa
  - 马鲁古鹿豚 Babyrousa babyrussa
  - 托吉安鹿豚 Babyrousa togeanensis
  - 西里伯斯鹿豚 Babyrousa celebensis
  - 伯拉巴圖鹿豚（英语：Babyrousa bolabatuensis） Babyrousa bolabatuensis
- 林豬屬 Hylochoerus
  - 大林豬 Hylochoerus meinertzhageni
- 姬豬屬 Porcula
  - 姬豬 Porcula salvanius

### 已滅絕的類群
下列包含豬科已滅絕的類群（以†表示）：

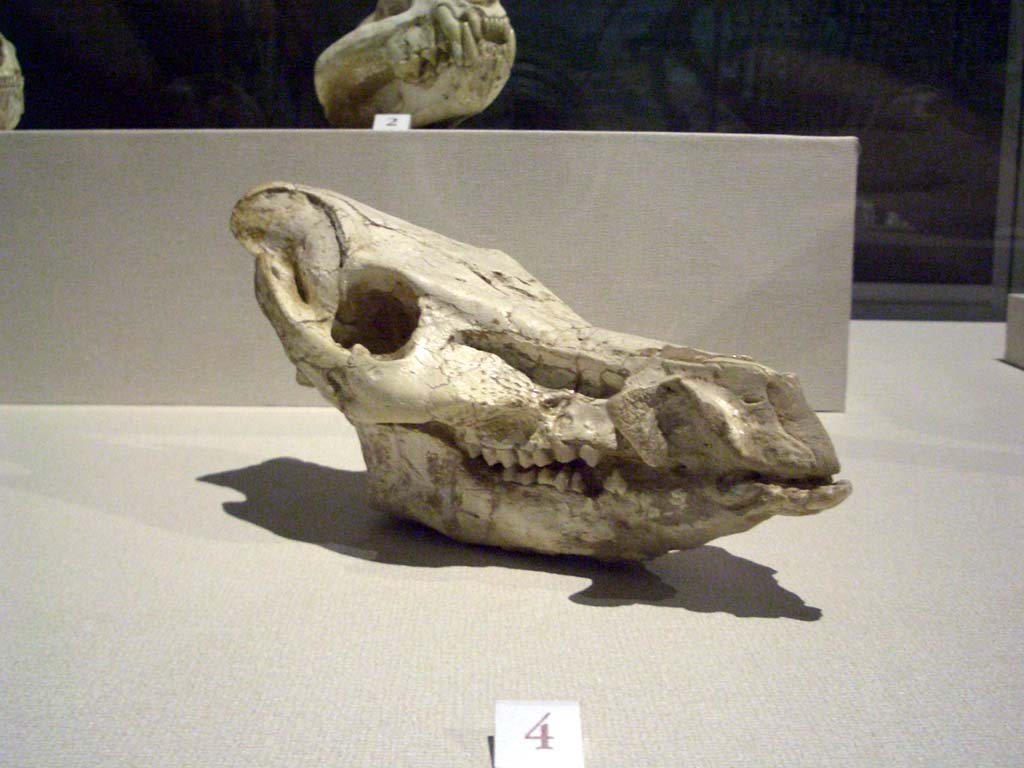
弓頜豬的頭骨化石

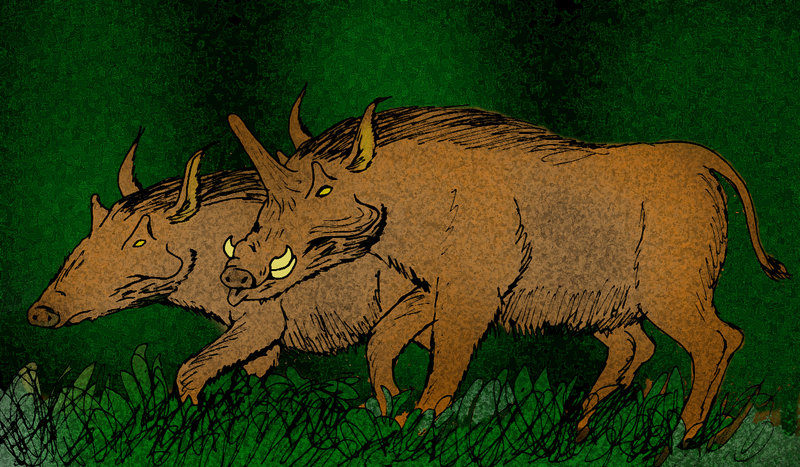
庫斑豬的想像圖

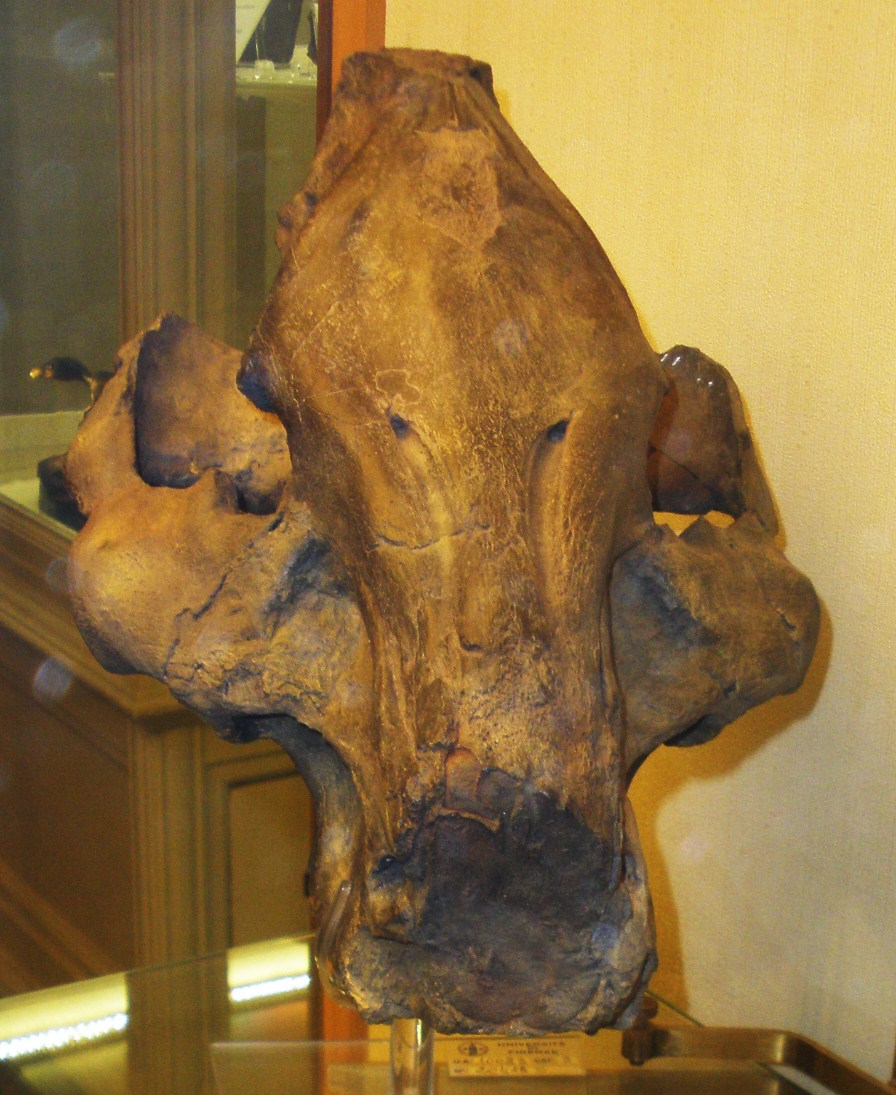
Propotamochoerus的化石

- †Cainochoerinae（英语：Cainochoerinae）
  - †Albanohyus（英语：Albanohyus） Ginsburg, 1974
  - †Cainochoerus Pickford, 1988
- †Hyotheriinae（英语：Hyotheriinae）
  - †Aureliachoerus
  - †Chicochoerus
  - †弓頜豬屬 Chleuastochoerus
  - †Hyotherium（英语：Hyotherium）
  - †Nguruwe（英语：Nguruwe）（過去歸屬於利齒豬亞科）[13][14]
  - †Xenohyus（英语：Xenohyus）
- †利齒豬亞科（英语：Listriodontinae） Listriodontinae[13]
  - †庫斑豬族（英语：Kubanochoerini） Kubanochoerini
    - 庫斑豬屬 Kubanochoerus
    - Kubwachoerus
    - Libycochoerus
    - Megalochoerus

  - 利齒豬族（英语：Listriodontini） Listriodontini
    - Bunolistriodon
    - Eurolistriodon
      - Eurolistriodon tenarezensis[15]

    - 利齒豬屬（英语：Listriodon） Listriodon

  - Namachoerini（英语：Namachoerini）
    - Lopholistriodon
    - Namachoerus
- 豬亞科（英语：Suinae）
  - 豬族（英语：Suini）
    - Eumaiochoerus（中新世）
    - †河马齿河猪属（英语：Hippopotamodon） Hippopotamodon（中新世至更新世)
    - †Korynochoerus（中新世至上新世)
    - †弱獠猪属 Microstonyx（中新世）
    - 姬豬屬 Porcula
    - 猪属 Sus（中新世至今)

  - 非洲野豬族（英语：Potamochoerini）
    - †Celebochoerus （上新世至更新世）
    - 大林猪 Hylochoerus（更新世至今）
    - †Kolpochoerus （上新世至更新世）
    - 非洲野猪属 Potamochoerus（中新世至今）
    - †原河猪属（英语：Propotamochoerus） Propotamochoerus（中新世至上新世）

  - †Hippohyini（英语：Hippohyini）
    - †Hippohyus（英语：Hippohyus）（上新世）
    - †Sinohyus（英语：Sinohyus） （上新世）
    - †Sivahyus（英语：Sivahyus） （上新世）

  - 疣豬族（英语：Phacochoerini）
    - †巨疣豬屬 Metridiochoerus（上新世至更新世）
    - 疣豬屬 Phacochoerus（上新世至今）
    - †Potamochoeroides（英语：Potamochoeroides）（上新世、可能至更新世）
    - †Stylochoerus（更新世）

  - 鹿豚族 Babyrousini
    - 鹿豚屬 Babyrousa（更新世至今）
- †四锥齿猪亚科（英语：Tetraconodontinae）
  - †Conohyus（英语：Conohyus）
  - †Notochoerus
  - †尼亚萨猪属（英语：Nyanzachoerus） Nyanzachoerus
  - †Parachleuastochoerus
  - †Sivachoerus
  - †四锥齿猪屬（英语：Tetraconodon） Tetraconodon
- 地位未定
  - †Hemichoerus
  - †Hyosus（英语：Hyosus）
  - †Kenyasus（英语：Kenyasus）（過去歸屬於利齒豬亞科）[14]
  - †Schizochoerus[14]
  - †Sinapriculus（英语：Sinapriculus）[14]